# San Pietro dell'Amata
San Pietro dell'Amata (in sloveno Sv. Peter, già Raven dal 1954 al 1992) è un paese della Slovenia, frazione del comune di Pirano.
La località, che confina a sud-ovest con la Croazia, è situata a 18,2 km a sud-est dal capoluogo comunale ed a 21,3 km dal confine italiano, su delle colline sulla sponda sinistra del torrente Derniga. Essa comprende inoltre gli agglomerati di Coscici (Koščiči), Coslovici (Kozloviči), Delbello (Šterenci), Gorelli (Goreli), Ivancovez (Ivankovec), Spechi (Špehi) e Sicuri (Šikuri).
Al centro dell'insediamento (naselje) vi è la chiesa dedicata a San Pietro, mentre su un'altura più a sud vi è la piccola chiesa di Santo Spirito (Sv. Duh) costruita nel 1613 e consacrata poi dal vescovo Morari.

Presso l'abitato di Gorelli vi è la “Casa di Tonina” (Tonina hiša) nella quale vi è un museo etnografico sulla vita e l'arte contadina istriana del XIX secolo.

## Storia
Fu luogo abitato in epoca romana, fatto testimoniato dal ritrovamento di ceramiche di tale epoca sui colli Sella e S. Spirito. Dopo la caduta dell'Impero romano d'Occidente, e la parentesi del Regno ostrogoto fino al 539, in Istria si insediarono i bizantini che in seguito subirono la penetrazione temporanea nella penisola dei Longobardi assieme alle popolazioni slave a loro soggette. Dopo una parentesi di dominazione longobarda dal 751 ad opera del loro re Astolfo, l'Istria tornò in mano bizantine dal 774.
Nel 788 Carlo Magno, re dei Franchi, occupò l'Istria inglobandola nel Regnum Italiae; nell'803 venne istituita la Marchia Austriae et Italiae che comprendeva il Friuli, la Carinzia, la Carniola e l'Istria. Nell'828 l'imperatore Ludovico divise la Marca Orientale in quattro contee: Verona, Friuli, Carniola e Istria (comprendente il Carso e parte della Carniola interna); in seguito al Trattato di Verdun, nell'843, le contee di Istria e Friuli (conglobate nella “Marca d'Aquileia”) entrarono a far parte del Regnum Italicum poi assegnate al marchese Eberardo a cui successero prima il figlio Urnico e poi l'altro figlio Berengario. Divenuto re d'Italia, Berengario passò al suo vassallo Vilfredo il marchesato aquileiese.
Nel 952 l'imperatore Ottone I obbligò il re d'Italia Berengario II a rinunciare alle contee “Friuli et Istria”, unendole al Impero romano-germanico e subordinandole al ducato di Baviera tenuto dal suo fratellastro Enrico I a cui successe il figlio Enrico II. Nel 976 l'Istria passò al Ducato di Carinzia appena costituito dall'imperatore Ottone II.
Nel medioevo S. Pietro dell'Amata o della Matta (S. Petri de la Macta) era chiamato Villa S. Pietro (Vicus S. Petri) e faceva parte del distretto di Pirano ed era associato in unità civile ed ecclesiastica con Castel S. Pietro, l'attuale Carcàse (Krkavče); Mata o Matta è il nome arcaico attribuito in questa zona dell'Istria alla fattoria.

Nel 1064 fu concessa, assieme a Carcàse, al vescovo di Frisinga da parte di Enrico IV.
Nel 1077 l'imperatore Enrico IV costituì il Principato ecclesiastico di Aquileia che ebbe influenza, mediante apposito diploma emesso lo stesso anno, anche sulla marca di Carniola e sulla contea dell'Istria.

Nel 1209 il patriarca Volchero accampò dei diritti sulla regione istriana per l'infeudazione avvenuta nel 1077 e il duca Lodovico di Baviera (il quale fu nominato nel 1208 marchese d'Istria dal neo imperatore Ottone IV) rinunciò al marchesato.

Nel 1210 il patriarca di Aquileia la concesse al capitano feudale di cavalleria Gavardo Gavardi di Capodistria come premio per aver sconfitto il duca Lodovico di Baviera che aveva invaso l'Istria.

Passò poi attorno al 1250, sempre assieme a Carcàse, alla signoria di Momiano in mano ai Duinati, fedeli vassalli del Patriarca.
Dopo la pace di Treviso (1291, che affidava la fascia costiera occidentale istriana alla Serenissima), si fece sentire l'influenza veneziana; nel 1300 il patriarca di Aquieia fece un patto con i Veneti, nel quale fu deciso che Castel S.Pietro (ossia Carcàuse) non poteva avere più fortalizi.

Ma già nel 1348, approfittando della rivolta di Capodistria, fu occupata dai signori di Momiano, appoggiati dal conte di Pisino. L'anno successivo però i Momianesi furono fatti sloggiare dalle truppe venete.
 Rimase quindi sotto il dominio veneziano fino al 1797.
Caduta la Serenissima, con la Pace di Presburgo seguì il destino degli ex possedimenti veneziani entrando per un breve periodo nel Regno d’Italia napoleonico.
Col Trattato di Schönbrunn del 1809 entrò a far parte delle Province Illiriche per entrare poi per la prima volta in mano austriaca col Congresso di Vienna nel 1815; passò in seguito sotto il profilo amministrativo al Litorale austriaco nel 1849 come frazione del comune di Pirano.
Dopo la prima guerra mondiale fu frazione del comune di Pirano della Provincia dell’Istria.
Fu soggetta alla Zona d'operazioni del Litorale adriatico (OZAK) tra il settembre 1943 e il maggio 1945. Tra il settembre 1947 e l'autunno 1954 fece parte della zona B del Territorio Libero di Trieste; passò poi alla Jugoslavia e quindi alla Slovenia

## Alture principali
Colle S. Spirito (Sv. Duh), 253 m; Goli Vrh, 230 m; Čuklja, 134 m; Dorina (Dovin), 124 m.